# 호타리촌
호타리촌(穂足村)은 야마나시현 기타코마군에 있던 촌이다. 현재의 호쿠토시 남동부에 해당한다,

## 역사
- 1874년 10월 - 고마군 3개 촌이 합병해 호타리촌이 성립하였다.
- 1878년 7월 22일 - 군구정촌편직법에 의해, 호타리촌은 기타코마군에 소속되었다.
- 1889년 7월 1일 - 정촌제 시행에 의해 호타리촌이 단독으로 지자체를 형성하였다.
- 1955년 3월 31일 - 와카미코촌, 다마촌, 쓰가네촌과 합병해 스타마정이 성립하여, 동일 호타리촌은 폐지되었다.

## 교통

### 도로
- 국도 제141호선

현재는 구촌에 주오자동차도의 스타마 나들목이 소재하지만, 당시엔 미개통

## 참고문헌
- 角川日本地名大辞典 19 山梨県